# Kohlplattenschlag
Das Naturschutzgebiet (NSG) Kohlplattenschlag umfasst eine Fläche von 49,3 Hektar und liegt im so genannten Hardtwald in der Oberrheinischen Tiefebene. Das Gebiet befindet sich zwischen der Ortschaft Graben in der Gemeinde Graben-Neudorf und der Ortschaft Neuthard in der Gemeinde Karlsdorf-Neuthard im Landkreis Karlsruhe in Baden-Württemberg. Die Stadt Bruchsal ist etwa sechs Kilometer Luftlinie in östlicher Richtung entfernt. In den einst ausgedehnten Wäldern legten Köhler im 19. Jh. Kohlenmeiler an, um Holzkohle herzustellen, so entstand der Gewannname Kohlplattenschlag, lange bevor es den See gab.

## Schutzziele und Arteninventar
Nach Beendigung des Kiesabbaus 1994 wurden die Wasserflächen sowie die angrenzenden Uferbereiche in ein Rückzugsgebiet für zahlreiche Tier- und Pflanzenarten umstrukturiert. Unter anderem ist die Erhaltung der Rohbodenstandorte als Lebensraum für Pionierarten (z. B. Wechselkröte, Kreuzkröte) ein wichtiges Ziel. Am westlichen Randbereich erfolgte eine Anpflanzung mit Gehölzen, um eine landschaftliche Einbindung der Kiesgrube in den bestehenden Waldbestand zu erreichen. Dort hat der in Baden-Württemberg vom Aussterben bedrohte Ziegenmelker (Caprimulgus europaeus) einen seiner wenigen Lebensräume. Er ist auf die trockenen und mit Kahlflächen durchsetzten Waldbereiche angewiesen und jagt in der Dämmerung nach großen Insekten.
Darüber hinaus steht das NSG Kohlplattenschlag als Teil des Vogelschutzgebiets Hardtwald nördlich von Karlsruhe unter dem besonderen Schutz als ausgewiesene FFH- (Fauna-Flora-Habitat-Richtlinie) Gebietsfläche zur Bildung eines europäischen Biotop-Verbundsystems Natura 2000.

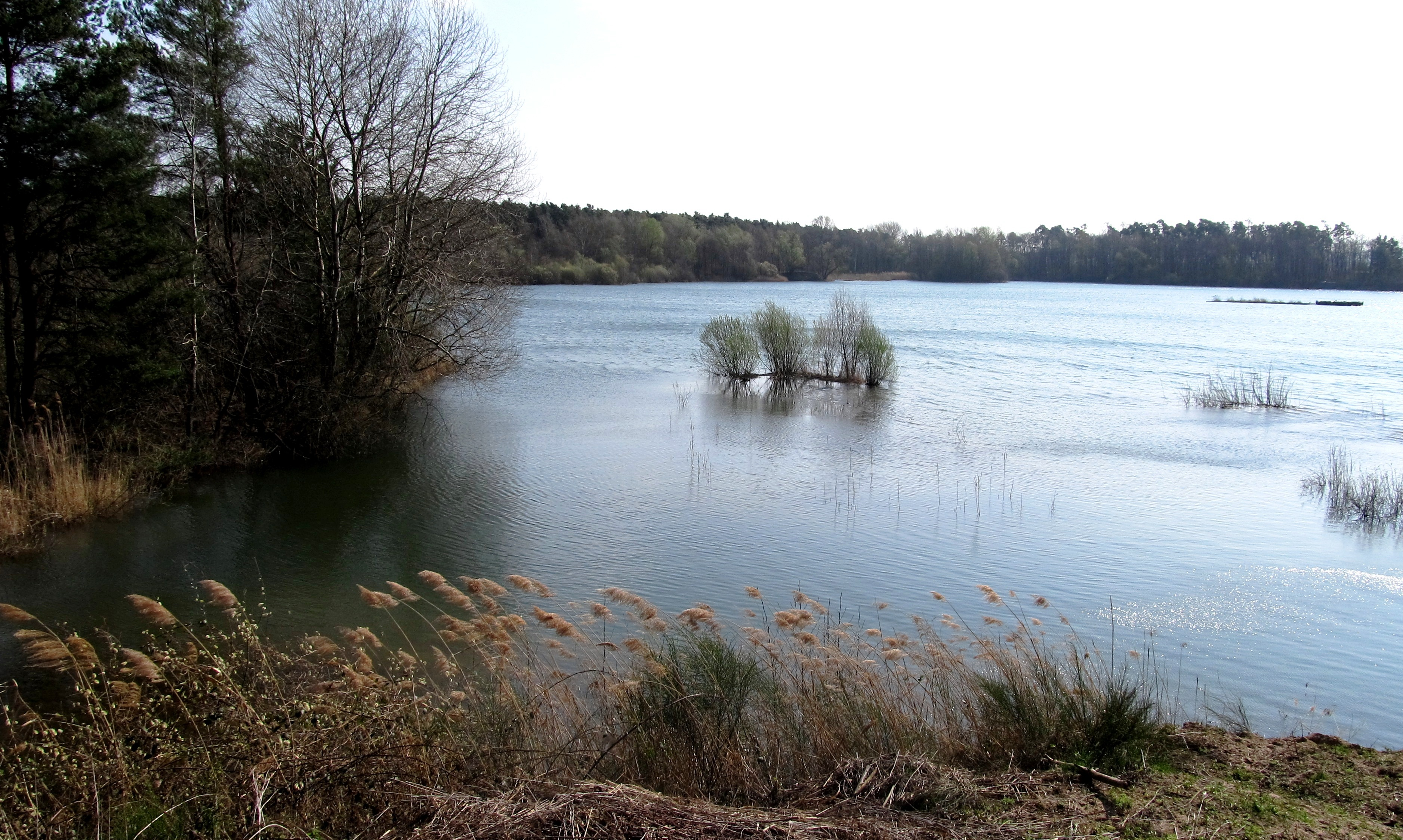
NSG Kohlplattenschlag, Blick vom Westufer (2014)
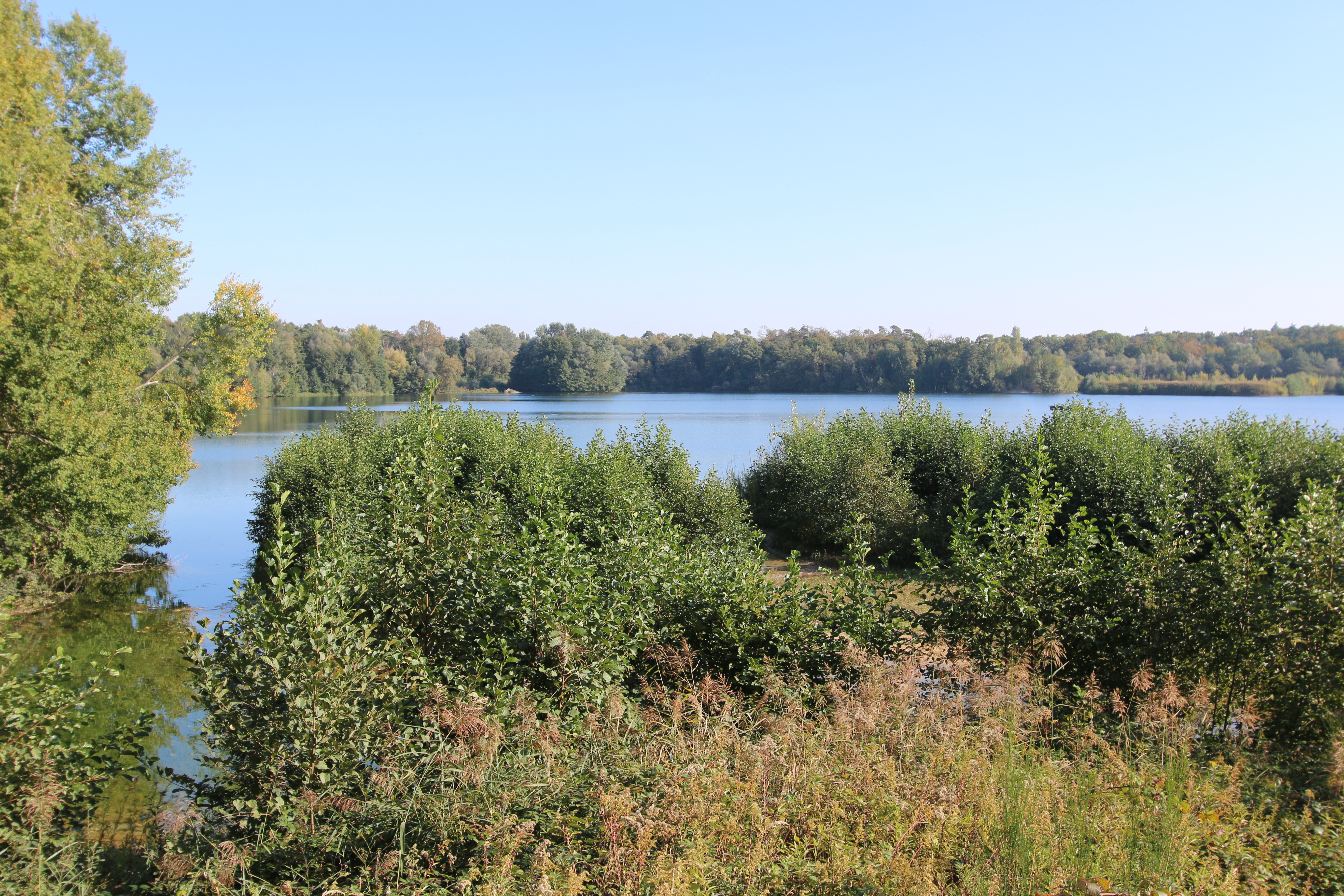
NSG Kohlplattenschlag, Blick vom Westufer (2021)

Das Naturschutzgebiet bietet vor allem für Wasser-, Wat- und Zugvögel einen Brut- und Rastplatz sowie ein reichhaltiges Nahrungsangebot. Hier leben Graureiher, Kormoran, Uferschwalbe, Eisvogel, Flussregenpfeifer, Kiebitz, Neuntöter und viele mehr. In der ehemaligen Kiesgrube haben sich zahlreiche Froschlurche, darunter auch der selten gewordene und streng geschützte Laubfrosch sowie Bergmolch, Teichmolch und Erdkröte angesiedelt; auch eine Fuchsfamilie hat sich ihren Bau eingerichtet.

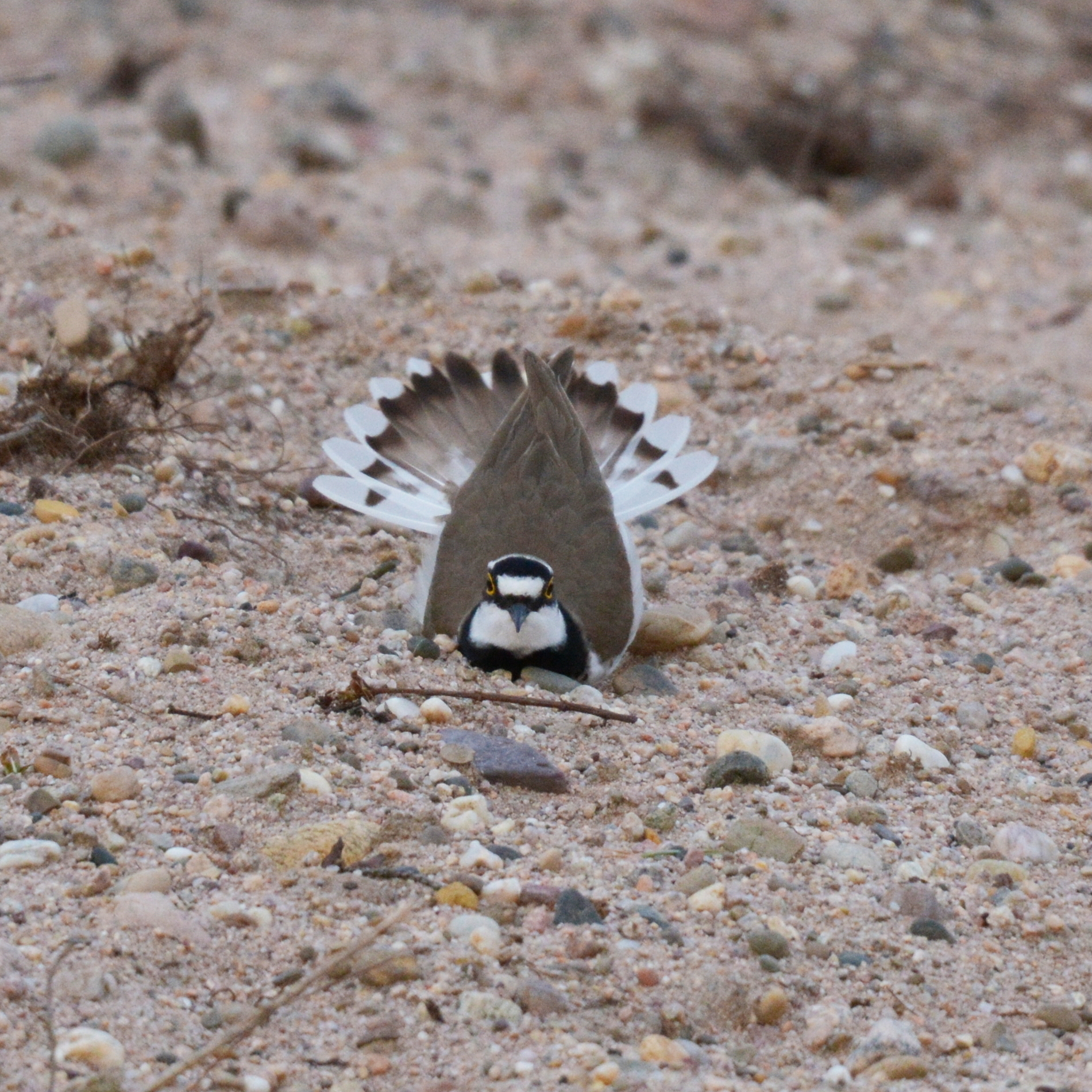
Flussregenpfeifer im NSG Kohlplattenschlag
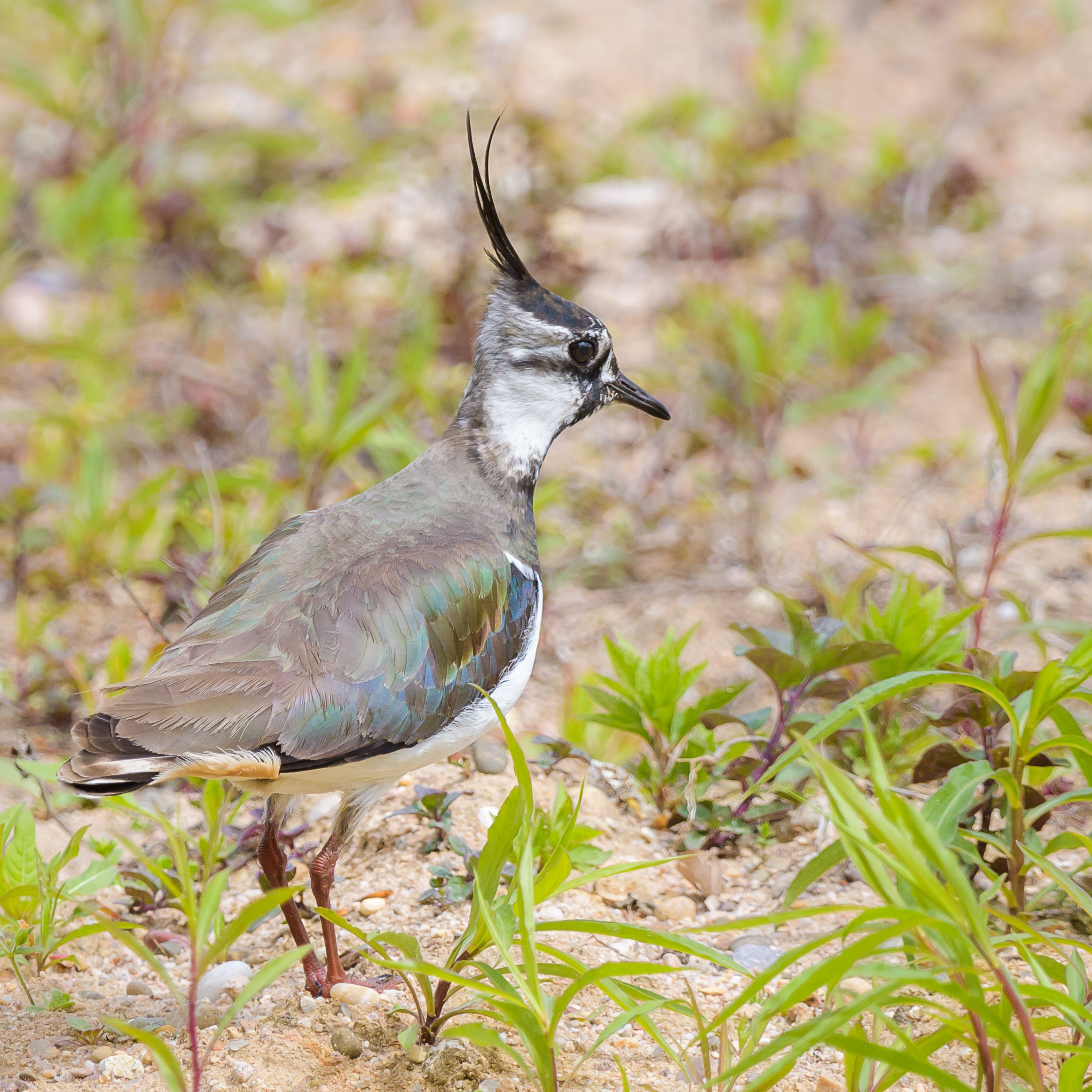
Kiebitz fotografiert aus einer Beobachtungshütte

Die seit 1994 sich völlig selbst überlassene Fläche (Ausnahme gelegentliche Rodungen gegen Verbuschung der Uferzonen) ist streng geschützt und komplett eingezäunt, kann aber per geführter Exkursionen durch Ortsgruppen von NABU oder BUND besucht werden. Der im Naturschutzgebiet liegende See mit rund 600 Metern Durchmesser kann in kleinen Gruppen auch mit einem Schilfboot zum schonenden Beobachten der Tierwelt überquert werden. Im Gegensatz zu vielen anderen Baggerseen darf weder gebadet, gesegelt oder geangelt werden. Ein Rundweg mit drei Beobachtungsplattformen führt um das Gebiet herum.